# Bryaceae
Bryaceae er en familie af mosser. To slægter findes i Danmark.
| Danske slægter |

- Bryum
- Rhodobryum

| Øvrige slægter |

- Acidodontium
- Anomobryum
- Brachymenium
- Leptostomopsis
- Mniobryoides
- Ochiobryum
- Osculatia
- Perssonia
- Ptychostomum
- Roellobryum
- Rosulabryum